# MCPHS 대학교
매사추세츠 약학·보건과학 대학교(Massachusetts College of Pharmacy and Health Sciences)는 미국 매사추세츠주 보스턴과 우스터에 캠퍼스를 둔 사립 대학이다.
이 대학은 오래된 전통을 바탕으로 학생들에게 약학과 다른 보건건강과 관련된 학과들에 대한 속성 프로그램을 제공한다. 또한, 학교가 위치한 롱우드 메디칼 구역은 유명한 병원들과 리서치 시설들이 있어 학생들이 다양한 실습기회를 가질 수 있다. 2000년도부터 MCPHS는 캠퍼스를 신설하여 현재 보스턴,우스터 그리고 멘체스터시에 3개 캠퍼스가 있다.

## 역사
1823년에 설립된 Massachusetts College of Pharmacy는 14명의 약사들에 의하여 설립된 보스턴에서 가장 오래된 학교 중에 하나이다. 또한, 미국에서는 1821년에 설립된 USP(University of the Sciences in Philadelphia)에 이어 두 번째로 오래된 약학대학이기도 하다. 1825년에는 대학 당국은 약 효과에 대한 첫 번째 카탈로그, First American Pharmaceutical Library Catalogue를 발표하였다. 1852년에는Great Court of the Commonwealth of Massachusetts에 의해 학위를 수여할 수 있는 헌장을 부여 받았다.
1918년, 대학은 하버드 의대 앞에 메인 캠퍼스의 역할을 위한George Robert White Building을 건축하였다. 그 후, 1979년에는 The general Court of the Commonwealth of Massachusetts는 학교에 보건과학에 관한 학위를 수여 할 수 있는 권한을 부여하였고, 학교의 공식명칭도 Massachusetts College of Pharmacy and Health Sciences로 변경하였다.
The Massachusetts College of Pharmacy and Health Sciences는 후에 약학대학을 포함한 School of Health Sciences and School of Arts and Sciences로 규모를 키웠고, 2000년도에는 메사추세츠주 우스터시에 다른 캠퍼스를 추가하였다. 2002년에는 뉴헴프셔주 멘체스처시에 다른 캠퍼스를 추가하고 치위생사 프로그램을 학교 커리큘럼에 추가하였다.
2013년도 봄학기에는, 학교는 캠퍼스의 다양성을 반영하기 위해 공식명칭을 MCPHS University로 변경하였다.

## 보스턴 캠퍼스
Massachusetts College of Pharmacy and Health Science University의 보스턴캠퍼스는 롱우드 메디칼 구역에 있는 179Longwood Avenue에 위치해 있다. 캠퍼스의 위치는메사추세츠 미술대학, 하버드 의대와 함께 Children’s Hospital Boston, The Dana-Farber Cancer Institute, Brigham and Women’s Hospital, Beth Israel Deaconess Medical Center같은 유명 대형병원들과 근접해있다. 보스턴 캠퍼스는 the George Robert White building, the Ronald A.Matricaria Academic and Student Center 과 John Richard Fennell building, 총 3개 빌딩이 학생 기숙사동과 이어져있다.
4번째 빌딩은 학교와 조금 떨어져있는 The Richard E. Griffin Academic Center으로 간호학, 의사보조사 프로그램과 학교 운영실이 위치하고 있다. Griffin 아카데믹 센터는4600제곱미터에 달하는 삼각형 모양의 6층건물로 교수진들과 학교 운영진들의 오피스, 환자 진단과 임상 시뮬레이션 실험실도 함께 있다. 또한, 230석에 달하는 강연실과 컴퓨터 센터, 그리고 다운타운 보스턴의 전경을 한눈에 볼 수 있는 다목적 컨퍼런스 룸도 6층에 위치하고 있다.
MCPHS의 연구 시설은 각 분야에 맞게 특성화되어있다. 방사선 동위원소 연구 시설과 약학에 맞는 제약 정제화, 코팅과 캡슐화할 수 있는 시설들이 대표적인 예이다. 설비들은 적외선,자외선 등을 사용할 수 있는 기능들이 탑재되어있고, 핵자기 공명 기기, 유기 화합물 혼합체 분석기등과 같이 다양화되어있다. 더불어, 만약 다른 연구 설비들이 필요할 시에는 보스턴/캐임브릿지 지역에 위치한 다른 기관에서 사용할 수도 있다.

## 우스터 캠퍼스
메사추세츠 다운타운 10 Lincoln Street,19, 25, 40 Foster Street과 28 Mechanics Street에 위치해있는 Massachusetts College of Pharmacy and Health Sciences 의 우스터 캠퍼스는 약학과 간호학과 속성프로그램과 함께 의사보조사 프로그램, 검안의 프로그램등을 대학원생들에게 제공하고 있다.
MCPHS우스터 캠퍼스는The Living and Learning Center라고 알려져 있는 3개의 메인 건물로 이루어져있다. The Living and Learning Center는 130명정원의 아파트 형식의 기숙사, 교실, 강연실, 도서관, 컴퓨터실, 실험실, 관리자 오피스, 독서실, 라운지와 편의점을 갖추고 있다.
Massachusetts College of Pharmacy and Health Sciences는 2009년 9월 21일 다운타운 우스터시에 새로운 아카데믹 센터를 열었다. 2008년 학교당국은 The Protocol Building이라 알려져 있는 빌딩을 사들여 School of Pharmacy in Worcester / Manchester의 면적은 더욱더 늘어날 것이다. 캠퍼스의 사이가 늘어남에 따라 우스터 캠퍼스는 총 750명의 약학생이 입학하게 될 것이다. (전체 프로그램에 총 1000명을 예상하고 있다.)

## 멘체스터 캠퍼스
MCPHS University의 멘체스터 캠퍼스는 다운타운 멘체스터의 1260 Elm Street에 위치하고 있다. 멘체스터 캠퍼스는 우스터 캠퍼스와 비슷한 커리큘럼으로 약학, 간호학의 속성프로그램과 대학원생들을 위한 Physician Assistant 석사 과정이 마련되어있다. 3,100제곱 미터에 달하는 캠퍼스빌딩은 도서관, 교실, 실험실, 세미나 룸, 관리실들과 학생들을 위한 공간들로 이루어져있다. 멘체스터 캠퍼스의 교실들은 우스터 캠퍼스와 화상 컨퍼런스가 가능할 수 있게 설치가 되어있다.
학업
MCPHS 대학교는 3개의 다른 학과로 이루어져있다. School of Art and Sciences은 학부생을 위한 화학, 건강 심리학, 공중 보건학. 미생물학과 Pre Med 프로그램을 제공하고 있다. The School of Health Sciences는 치위생학, 방사선학, 의사 보조학과 간호학과로 이루어져있다. 마지막으로 약대는 약학, 제약학, 제약마케팅과 매니지먼트 프로그램들을 제공하고 있다.
대학원은 의료화학, 약리학, 제약학, 검안학, 제약인허가학과 보건 정책학의 석사, 박사학위 프로그램을 제공하고 있다. 대학은 특정 과학프로그램들의 석사과정을 학점이수할 수 있는 제도와 함께 임상병리사가 되기위한 치위생, MRI , 핵의학과, 초음파진단학과, CT, 방사선 촬영학과, 방사선 치료학과 같은 프로그램들을 운영하고 있다.

## 학업
MCPHS 대학교는 3개의 다른 학과로 이루어져있다. School of Art and Sciences은 학부생을 위한 화학, 건강 심리학, 공중 보건학. 분자생물학과 Pre Med 프로그램을 제공하고 있다. The School of Health Sciences는 치위생학, 방사선학, 의사 보조학과 간호학과로 이루어져있다. 마지막으로 약대는 약학, 제약학, 제약마케팅과 매니지먼트 프로그램들을 제공하고 있다.
대학원은 의료화학, 약리학, 제약학, 검안학, 제약인허가학과 보건 정책학의 석사, 박사학위 프로그램을 제공하고 있다. 대학은 특정 과학프로그램들의 석사과정을 학점이수할 수 있는 제도와 함께 임상병리사가 되기위한 치위생, MRI , 핵의학과, 초음파진단학과, CT, 방사선 촬영학과, 방사선 치료학과 같은 프로그램들을 운영하고 있다.